# Achille Dardano
Achille Dardano (Firenze, 3 luglio 1870 – Roma, 10 ottobre 1938) è stato un geografo e cartografo italiano.
Sotto la guida di Giuseppe Dalla Vedova, collaborò al Grande Atlante di geografia moderna, realizzato con il patrocinio della Società geografica italiana, per la quale aveva iniziato a lavorare nel 1890 come aiuto cartografo. Realizzò per l'Istituto Geografico De Agostini di Novara, dove era capocartografo, la Carta dell'Italia in scala 1 : 250.000 (62 fogli). Disegnò le carte della prima edizione del Calendario Atlante De Agostini (1904), nel quale sono reclamizzate una sua Carta dimostrativa della Tripolitania a vari colori (scala 1.5,000,000) e una carta dell'Europa appartenente ad una serie di Carte murali schematiche redatte da lui insieme a P. Audo-Gianotti. Attivo presso l'Ufficio Cartografico del Ministero delle colonie fin dal 1914, realizzò gran numero di carte coloniali. Prestò alla Scuola molta opera con carte murali, pubblicazioni, atlanti, compreso il Metodico  analogo a quello del Wagner . Lasciò l'incarico a Novara nel 1922 per essere assunto al Ministero delle colonie. Collaborò all'Enciclopedia Italiana, preparando le circa 1500 carte che ne accompagnano i testi.

## Opere principali
- Cartografia elementare pratica, Novara 1913;
- Metodo di esercizi cartografici scolastici, ibid. 1913;
- Riproduzione delle carte, in La Geografia, n. 6, luglio 1913;
- Le proiezioni in planisfero per le carte di geografia economica, in La Geografia, VII (1919), pp. 24-41;
- Politica e cartografia, ibid., pp. 94-101;
- L'opera del Servizio cartografico del ministero delle Colonie, in Atti del IX Congresso geografico italiano, Genova 1924, II, pp. 21-24;
- Cartografia coloniale, in Rivista delle colonie, I-II (1927-28), pp. 265-72, e in Atti del X Congresso geografico italiano, Milano 1927, II, pp. 630-36;
- Il servizio cartografico del ministero delle Colonie e le direttive per l'inquadramento generale dei lavori cartografici coloniali, in Atti dell'XI Congresso geografico italiano, Napoli 1930, III, pp. 131-35;
- Sviluppo e direttive della cartografia coloniale, in Atti del I Congresso di studi coloniali, Firenze 1931, III, pp. 74-89.